# 나가사키현 제1구
나가사키현 제1구(長崎県 第1区)는 일본의 중의원 선거구이다. 1994년 공직선거법으로 신설되었다.

## 지역
- 나가사키시 일부